# Vuelta a Cundinamarca
La Vuelta a Cundinamarca (appelée officiellement Vuelta Indeportes Cundinamarca) est une course cycliste colombienne, disputée dans le département du même nom. Elle fait partie du calendrier national colombien. Avec trois victoires chacun, José Patrocinio Jiménez et Luis Alberto González (en) sont les coureurs les plus titrés.
En 1974, Norberto Cáceres (es) remporte la première édition, sous la dénomination de I Clásica de Cundinamarca. À l'issue de celle-ci, le directeur de course et président de la ligue cycliste départementale, M. Carlos A. Moreno déclare que la compétition a été créé par des dirigeants ambitionnant de maintenir et de soutenir la domination du cyclisme départemental sur le panorama national. Il aspire à ce que la course devienne une épreuve majeure du cyclisme colombien. L'épreuve sert dit-il à promouvoir le cyclisme dans le secteur rural du département. Par ailleurs, M. Moreno désire que le cyclisme et ses dirigeants aient une action citoyenne pour le bien de tous.
En 2017, M. Alexander Soler est le président de la ligue de cyclisme de Cundinamarca, entité organisatrice de la compétition, qui arrive à sa quarantième version. Le gouverneur de Cundinamarca Jorge Emilio Rey présente la quarante-deuxième édition de l'épreuve, appelée  Vuelta a Cundinamarca ‘Bicentenario 2019’ en l'honneur du bicentenaire de l'indépendance de la Colombie. Organisée par l'Instituto de Deportes de Cundinamarca (Indeportes), conjointement avec la ligue cycliste départementale, la compétition visite six provinces du département et se veut, pour M. Soler, l'antichambre du Tour de Colombie.
Depuis 2010 et la victoire de Lorena Colmenares, une épreuve féminine est disputée conjointement à la course masculine.

## Palmarès masculin
| Année                   | Vainqueur                  | Deuxième                   | Troisième              |
| ----------------------- | -------------------------- | -------------------------- | ---------------------- |
| Clásica de Cundinamarca |                            |                            |                        |
| 1974                    | Norberto Cáceres (es)      | Álvaro Gómez               | Julio Alberto Rubiano  |
| 1975                    | Julio Alberto Rubiano      | Norberto Cáceres (es)      | Plinio Casas           |
| 1976                    | Norberto Cáceres (es)      | Victor Ladino              | Filadelfo Camacho      |
| 1977                    | Julio Alberto Rubiano      | Rafael Antonio Niño        | Alfonso López (en)     |
| 1978                    | José Patrocinio Jiménez    | Álvaro Pachón              | Luis Enrique Murillo   |
| 1979 1980               | Non disputé                | Non disputé                | Non disputé            |
| 1981                    | José Patrocinio Jiménez    | Heriberto Urán (es)        | Alfonso Flórez         |
| 1982                    | Non disputé                | Non disputé                | Non disputé            |
| 1983                    | José Patrocinio Jiménez    | Edgar Corredor             | Ramón Tolosa           |
| 1984                    | Fabio Parra                | Francisco Rodríguez        | Martín Ramírez         |
| 1985,                   | Fabio Parra                | Samuel Cabrera             | Carlos Mario Jaramillo |
| 1986                    | Edgar Corredor             | Heriberto Urán (es)        | Álvaro Lozano (en)     |
| 1987                    | Reynel Montoya             | Omar Hernández             | Óscar de Jesús Vargas  |
| 1988                    | Luis Alberto González (en) | Héctor Patarroyo (es)      | Francisco Rodríguez    |
| 1989                    | Francisco Rodríguez        | Fabio Rodríguez (es)       | Augusto Triana         |
| 1990                    | Francisco Rodríguez        | Luis Alberto González (en) | Gustavo Wilches        |
| 1991                    | Néstor Mora                | Ángel Yesid Camargo        | Pablo Wilches          |
| 1992                    | Luis Alberto González (en) | Alberto Camargo            | Hernán Patiño (en)     |
| 1993,                   | Luis Alberto González (en) | Álvaro Sierra              | José Jaime González    |
| 1994,                   | Efraín Rico (es)           | Álvaro Sierra              | Héctor Castaño         |
| 1995                    | Javier Zapata              | Luis Alberto González (en) | Libardo Niño           |
| Vuelta a Cundinamarca   |                            |                            |                        |
| 1996,                   | Ángel Yesid Camargo        | Jairo Hernández            | Luis Espinosa (en)     |
| 1997                    | Dubán Ramírez              | Germán Ospina (en)         | Israel Ochoa           |
| 1998                    | Israel Ochoa               | Álvaro Sierra              | Iván Parra             |
| 1999                    | Ángel Yesid Camargo        | Libardo Niño               | Raúl Montaña           |
| 2000                    | Uberlino Mesa (en)         | Israel Ochoa               | Javier Zapata          |
| 2001                    | Ismael Sarmiento           | Daniel Rincón              | Marlon Pérez           |
| 2002,                   | Miguel Sanabria (es)       | Daniel Rincón              | Johnny Ruiz            |
| 2003                    | Javier González            | Javier Zapata              | Marlon Pérez           |
| 2004                    | Álvaro Sierra              | Hernán Darío Muñoz         | Walter Pedraza         |
| 2005                    | Non disputé                | Non disputé                | Non disputé            |
| 2006                    | Diego Calderón             | Alexis Castro              | Wilson Marentes        |
| 2007                    | Daniel Rincón              | Wilson Marentes            | Rafael Montiel         |
| 2008                    | Santiago Ojeda             | Álvaro Sierra              | John Martínez          |
| 2009                    | Óscar Sevilla              | Iván Parra                 | Javier González        |
| 2010                    | Non attribué               | Robinson Chalapud          | Álvaro Gómez           |
| 2011                    | Freddy Montaña             | Fernando Camargo           | Víctor Niño            |
| 2012                    | Alejandro Ramírez          | John Martínez              | Rodolfo Torres         |
| 2013                    | Luis Largo                 | Fernando Camargo           | José Salazar           |
| 2014                    | Freddy Montaña             | Fernando Camargo           | José Rujano            |
| 2015                    | Óscar Pachón               | Rafael Infantino           | Hernando Bohórquez     |
| 2016                    | Fabio Montenegro           | Freddy Montaña             | Óscar Rivera           |
| 2017                    | Álvaro Gómez               | Diego Calderón             | Rubén Acosta           |
| 2018                    | Wldy Sandoval              | Miguel Ángel Reyes         | Rubén Acosta           |
| 2019                    | Fabio Duarte               | Nicolás Paredes            | Yerzon Sánchez         |
| 2021                    | Marlon Garzón              | Javier Jamaica             | Yerzon Sánchez         |
| 2023                    | Rafael Pineda              | Rodrigo Contreras          | Jhonatan Chaves        |

## Palmarès féminin
| Année | Vainqueur          | Deuxième               | Troisième         |
| ----- | ------------------ | ---------------------- | ----------------- |
| 2010  | Lorena Colmenares  | Flor Marina Delgadillo | Serika Gulumá     |
| 2011  | Lorena Vargas      | Serika Gulumá          | Cristina Sanabria |
| 2012  | Cristina Sanabria  | Laura Lozano           | Lorena Vargas     |
| 2013  | Non disputé        | Non disputé            | Non disputé       |
| 2014  | Natalia Muñoz      | Laura Lozano           | Lorena Beltrán    |
| 2015  | Adriana Tovar      | Jeniffer Medellín      | Cristina Sanabria |
| 2016  | Liliana Moreno     | Cristina Sanabria      | Estefanía Herrera |
| 2017  | Liliana Moreno     | Cristina Sanabria      | Lorena Colmenares |
| 2018  | Yolanda Valderrama | Tatiana Ducuara        | Laura Castillo    |
| 2019  | Lilibeth Chacón    | Adriana Tovar          | Yelitza Hernández |